# Ансильон, Фридрих
Иоганн Петер Фридрих Ансильон (нем. Johann Peter Friedrich Ancillon; 30 ноября 1767, Берлин — 19 апреля 1837, там же) — прусский государственный деятель, историк и философ.
Член Прусской академии наук (1803), иностранный член французской Академии моральных и политических наук (1833).

## Биография
Фридрих Ансильон, правнук Шарля Ансильона, происходил из семьи берлинских гугенотов.
Изучал богословие в Женевском университете, в 1790 году стал проповедником при французской общине в Берлине, в 1792 году — профессором истории при Берлинской военной академии, затем членом Академии наук и королевским историографом.
Последним назначением он обязан своему труду «Tableau des révolutions du système politique de l’Europe depuis le XV-e siècle» (4 тома, Берлин, 1803—5; новое издание 1824, нем. пер. Фр. Манн, 3 ч., Берлин, 1804—5).
В августе 1810 года он отказался от должности проповедника и от своей профессорской кафедры, принял на себя воспитание кронпринца Фридриха Вильгельма и поступил в 1804 году на службу в министерство иностранных дел Германии. Назначенный в мае 1831 года начальником департамента по делам княжества Невшатель и Ваденган, он вскоре после этого получил звание статс-секретаря по иностранным делам и в 1832 в качестве государственного министра получил управление этим министерством.
Деятельность его в качестве министра иностранных дел в общем примыкала к тому направлению, которому следовали немецкие кабинеты под руководством Клемента Венцеля Лотара фон Меттерниха.
Жан-Пьер-Фредерик Ансильон скончался бездетным 19 апреля 1837 года в своём родном городе.
Историческое значение этой личности состоит не столько в его сочинениях или политической деятельности, сколько в его личном влиянии при прусском дворе, и особенно на воздействие на характер прусского короля Фридриха Вильгельма IV, воспитателем которого он являлся с 1810 по 1813 год.